# Castelo e Palacete da Boa Vista

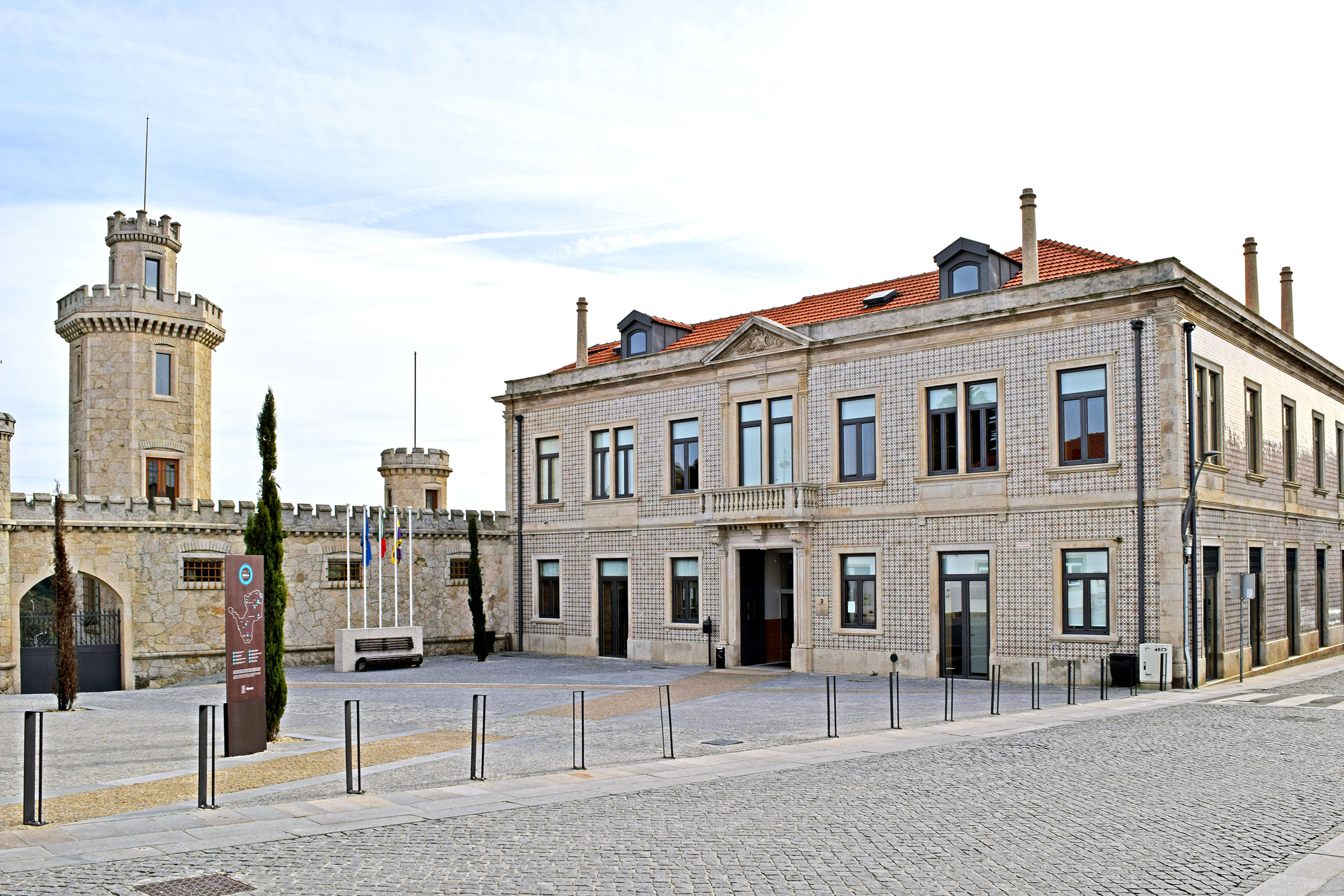
Castelo e Palacete da Boa Vista

O Castelo e Palacete da Boa Vista, ou Palacete e Castelo da Boa Vista, é um conjunto histórico localizado na cidade e no Município de Albergaria-a-Velha, no Distrito de Aveiro, em Portugal, onde atualmente se encontra instalada a Biblioteca Municipal.

## História
Inseridos na Quinta da Boa Vista, o castelo e palacete da Boa Vista situam-se na Praça Rainha D. Teresa (antiga Praça Velha) em Albergaria-a-Velha e foram mandados edificar no final do século XIX por João Patrício Álvares Ferreira. Esta construção, considerada a melhor do concelho de Albergaria-a-Velha e uma das mais sumptuosas do distrito de Aveiro da sua época, foi executada e projectada pelo Arq. Joaquim António Vieira. Em 1910, o proprietário mandou decorar a sala de jantar com pinturas saídas do atelier Domingos Costa, de Lisboa, onde se destacam as “Quatro Estações”.
Adquirido em 2001 pelo Município de Albergaria-a-Velha, o edifício foi requalificado e transformado em Biblioteca Municipal em 2013. A intervenção assentou, essencialmente, na manutenção das fachadas existentes, na preservação dos elementos de interesse histórico e patrimonial e na construção de um novo corpo.
Os terrenos da Quinta sofreram também obras de adaptação e são utilizados pelo Município para a realização dos maiores eventos anuais do concelho: o Festival Pão de Portugal e o Albergaria Convida.